# Natalia Kukulska
Natalia Maria Kukulska (Varsavia, 3 marzo 1976) è una cantante polacca membro dell'organizzazione fonografica nazionale Związek Producentów Audio-Video.

## Biografia
Natalia Kukulska è figlia del compositore Jarosław Kukulski e della cantante Anna Jantar, scomparsa in un incidente aereo avvenuto nel 1980. Nel corso della sua carriera dedicherà due album alla madre: Anna & Natalia (1985) e Po tamtej stronie (2005).
Natalia ha avviato la sua carriera registrando musica per bambini. Il suo album Natalia, uscito nel 1986, ha lanciato la sua carriera a livello nazionale. L'anno successivo è uscito Bajki Natalki, mentre nel 1991 è stata la volta dell'album natalizio Najpiękniejsze kolędy.
Nel 1996, all'età di diciannove anni, Natalia è tornata con un album pop, Światło, che ha ottenuto un disco d'oro per aver venduto 50 000 copie. L'album successivo, Puls (1997), ha ancora più successo, vendendo 100 000 copie e ottenendo il disco di platino. Anche il suo terzo album pop, Autoportret, ha ottenuto un disco d'oro nel 1999.
Nel 2000, dopo una relazione di dieci anni, Natalia ha sposato il batterista Michał Dąbrówka, in collaborazione con il quale nel 2010 ha pubblicato l'album CoMix. Hanno tre figli: Jan (n. 2000), Anna (n. 2005) e Laura (n. 2017).

## Discografia
- 1985 - Anna & Natalia (con Anna Jantar)
- 1986 - Natalia
- 1987 - Bajki Natalki
- 1991 - Najpiękniejsze kolędy
- 1996 - Światło
- 1997 - Puls
- 1999 - Autoportret
- 2001 - Tobie
- 2003 - Natalia Kukulska
- 2005 - Po tamtej stronie (con Anna Jantar)
- 2007 - Sexi Flexi
- 2010 - CoMix (con Michał Dąbrówka)
- 2015 - Ósmy plan
- 2017 - Halo tu ziemia

## Filmografia

### Attrice
- Pan Samochodzik i niesamowity dwór, regia di Janusz Kidawa (1986)

### Doppiatrice
- Hercules (Herkules), regia di Ron Clements e John Musker (1997)
- La spada magica - Alla ricerca di Camelot (Magiczny miecz – Legenda Camelotu), regia di Frederik Du Chau (1998)